# میوه ارس

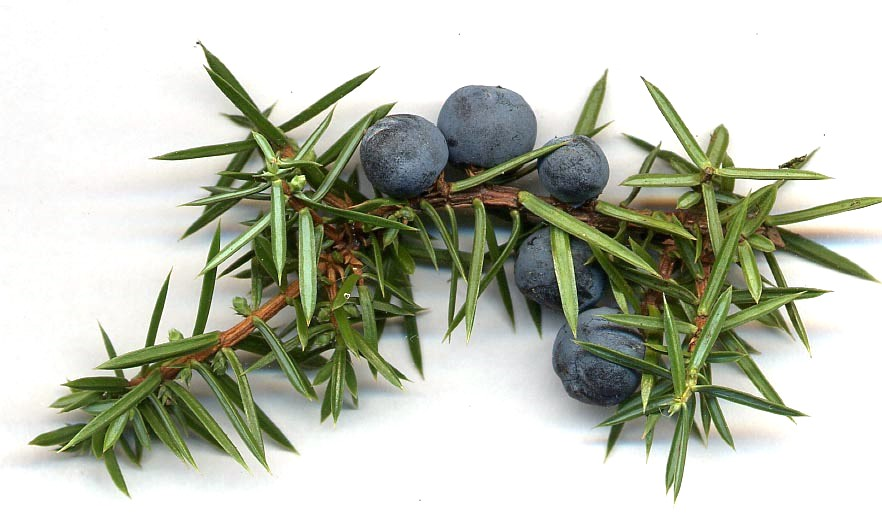
میوه ارس

میوه اُرس (انگلیسی: Juniper berry) یک بذر مخروطی ماده است که گونه‌های مختلف ارس آن را تولید می‌کنند که البته یک سته واقعی نیست.
به عنوان ادویه و نیز برای تهیه نوشیدنی الکلی جین استفاده می‌شود.